# Орёл (Северо-Казахстанская область)
Орёл (каз. Орел) — село в Мамлютском районе Северо-Казахстанской области Казахстана. Входит в состав Становского сельского округа. Код КАТО — 595251500.

## Население
В 1999 году население села составляло 227 человек (110 мужчин и 117 женщин). По данным переписи 2009 года, в селе проживало 88 человек (40 мужчин и 48 женщин).